# Nancy (chanteuse)
Pour les articles homonymes, voir Nancy (homonymie).
Nancy Jewel McDonie (hangeul: 낸시), née le 13 avril 2000 à Daegu, est une actrice et chanteuse sud-coréenne.

## Biographie
Le père de Nancy, Richard Jowel McDonie est originaire de Columbus, Ohio, et a servi dans l'armée des États-Unis pendant vingt ans. Dans les années 1990, il a été promu colonel et stationné en Corée. Il est allé à un rendez-vous à l'aveugle avec Lee Myeong-ju, une Coréenne, originaire de Yongin, Gyeonggi-do, qui faisait du bénévolat à la base, et ils se sont rapidement mariés. En novembre 1998, leur premier enfant, qui deviendra plus tard violoncelliste, Brenda, est né, et le 13 avril 2000, la deuxième fille, Nancy, est née à Daegu, en Corée du Sud. En 2001, la famille a déménagé dans la ville natale du père de Columbus, Ohio, où Nancy a passé ses premières années et a fréquenté l'école à Nam-gu, Daegu, Corée du Sud,. Dans une interview sur son origine mixte et le produit de deux cultures, Nancy a déclaré: "Mes parents m'ont toujours dit qu'il y avait deux cultures avec lesquelles je suis en contact depuis que je suis enfant.",

## Momoland
En 2016, Nancy est devenue candidate à l'émission de télé-réalité de Mnet, Finding Momoland pour sélectionner les membres du nouveau groupe de filles Momoland de MLD Entertainment. Elle a terminé le concours à la première place, et a fait ses débuts avec le groupe le 10 novembre 2016, avec le mini-album, Welcome to Momoland. Momoland a fait ses débuts sur scène en se produisant à M Countdown,.
Le 27 janvier 2023, il a été annoncé que Nancy, ainsi que les membres de Momoland, avaient quitté MLD Entertainment après l'expiration des contrats. Momoland a officiellement annoncé sa dissolution le 14 février. Le 4 mars, Nancy a annoncé qu'elle avait signé un contrat avec Aria Diamond, une agence artistique nouvellement créée affiliée à Aria Group, via son compte Instagram personnel.